# Šišák bajkalský

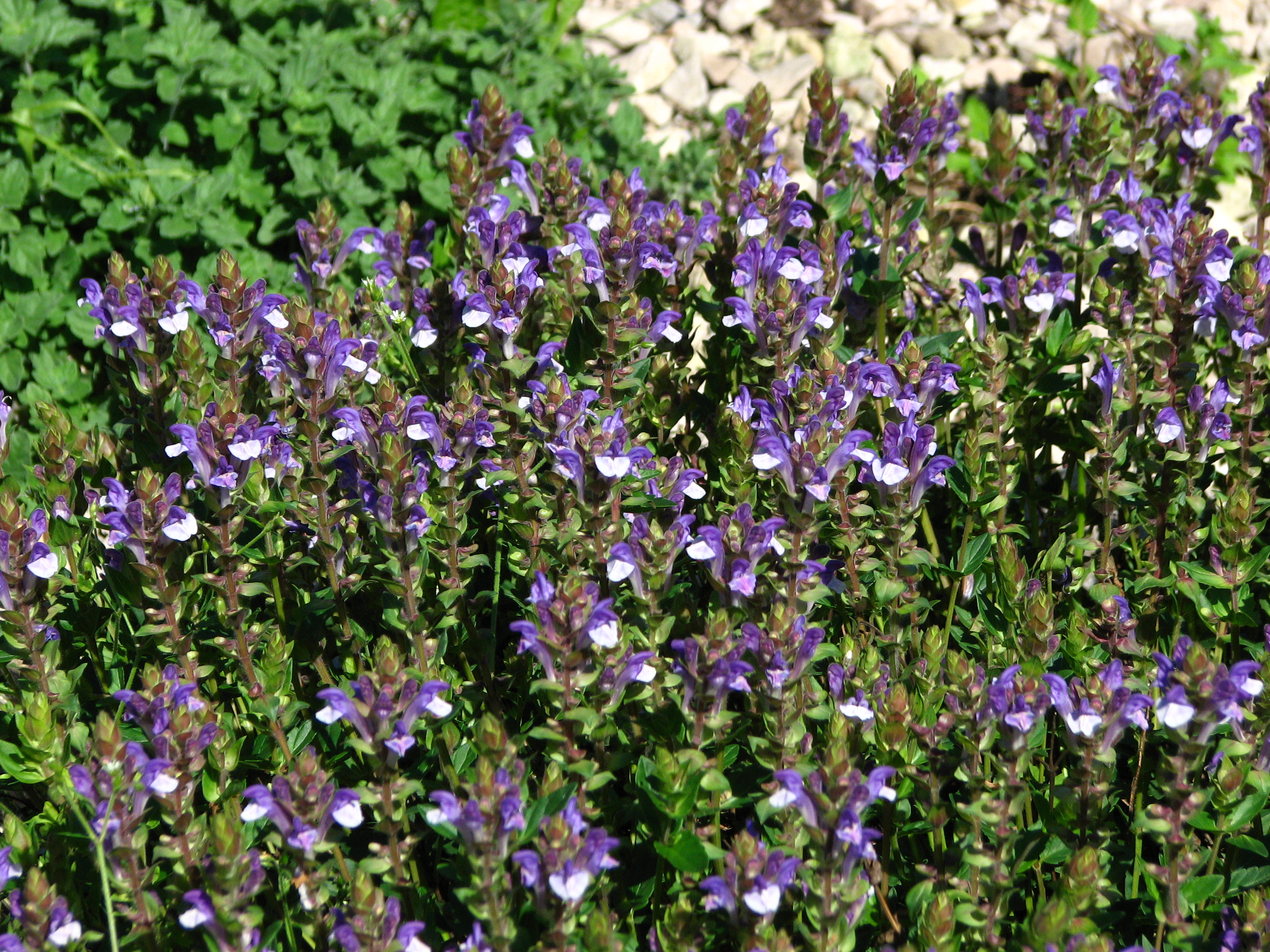
Porost šišáku balakajského

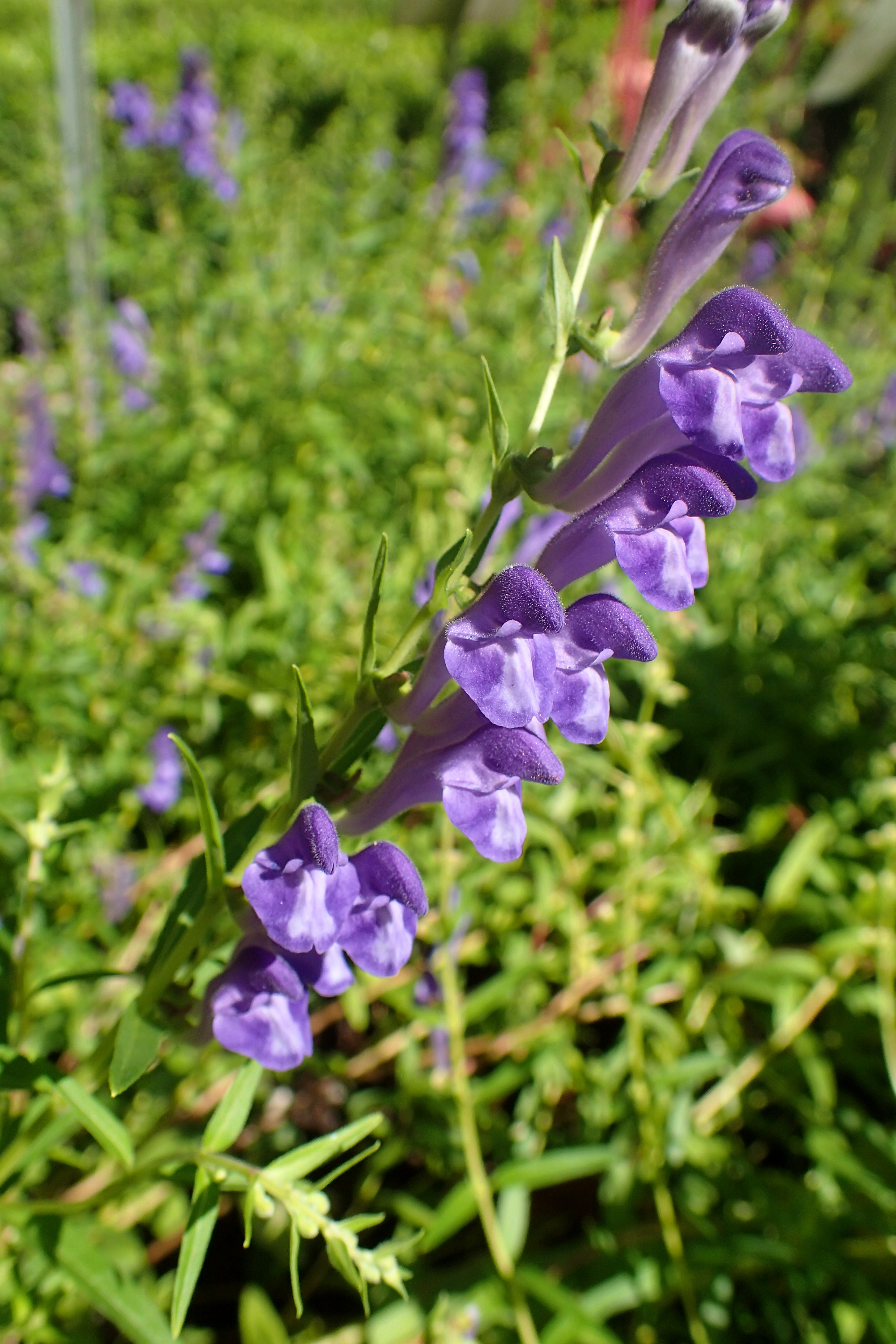
Květenství

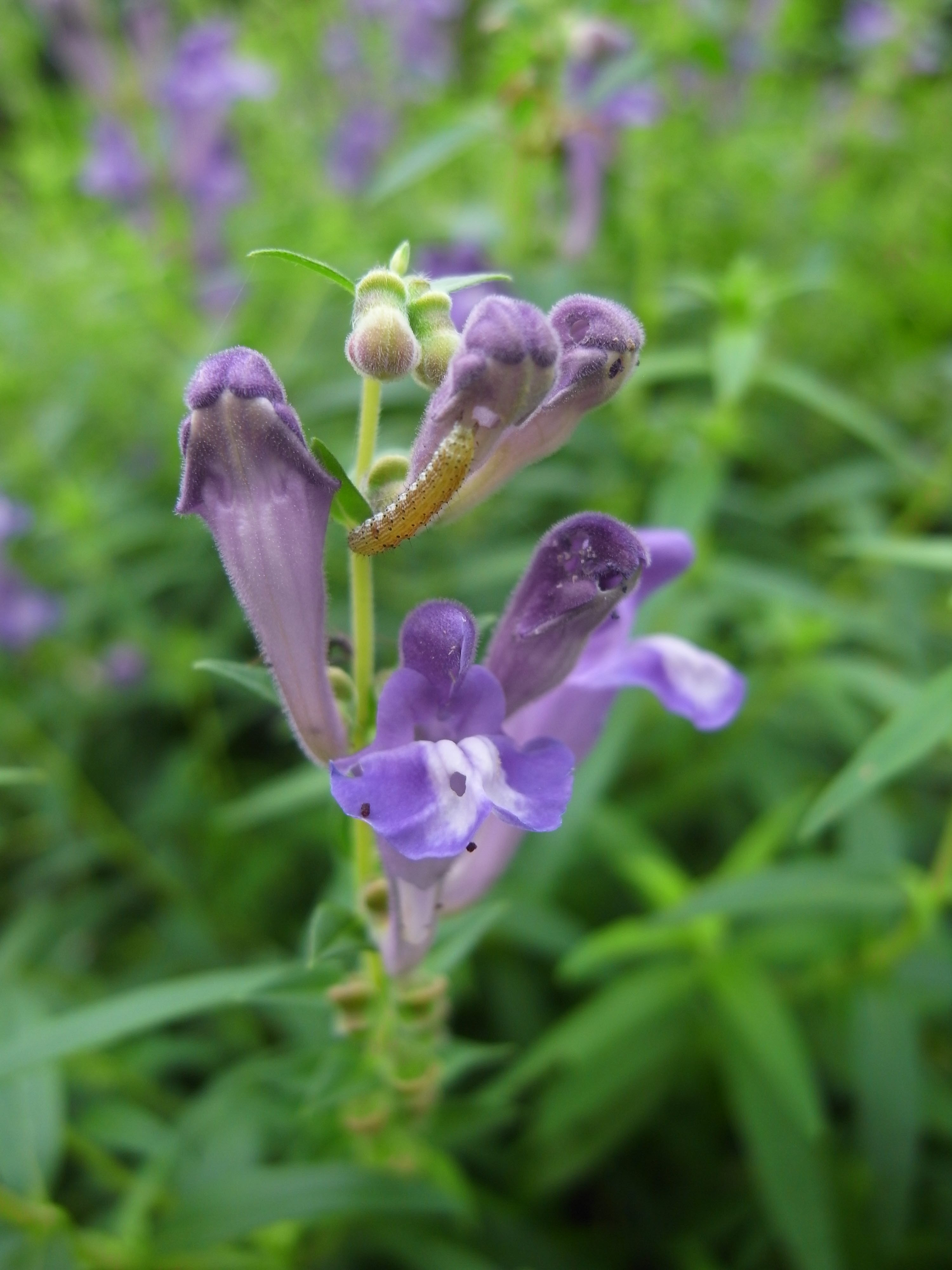
Květ a jeho škůdce

Šišák bajkalský (Scutellaria baicalensis) je vytrvalá bylina kvetoucí v pozdním létě modrofialovými květy. Je jedním ze tří stovek druhů rodu šišák a díky léčivým látkám obsažených v kořeni je v tradiční čínské medicíně považován za významnou léčivou rostlinu.

## Rozšíření
Volně v přírodě roste hlavně v asijském Rusku, ve východní Sibiři v Zabajkalí a Burjatsku a na Dálném východě v Přiamuří a Přímořsku. Dále je původní rostlinou v nedalekém Mongolsku i Koreji a hlavně v čínských oblastech Chej-lung-ťiang, Che-nan, Che-pej, Chu-pej, Kan-su, Liao-ning, Šan-si, Šan-tung, Šen-si, Ťiang-su a Vnitřní Mongolsko, objevuje se i na severu Vietnamu.

## Ekologie
Roste na slunných travnatých svazích a stráních, podél světlých lesů, v písčitých stepích, méně častěji i na kamenitých a štěrkovitých svazích na březích řek, dává přednost dobře odvodněné, ale ne příliš vysýchavé půdě. Zakořeněná rostlina snese více sucha. Vyskytuje se na plném slunci i v polostínu, v nadmořské výšce do 2000 m. Vykvétá od června do srpna, plody dozrávají v srpnu a září. Květy ve spodní části květenství nakvétají mnohem dříve než v horní, stejně tak uzrávají plody. V době kvetení se na kořeni v hloubce asi 2 cm zakládají pupeny, z nichž se příští rok vyvinou nové výhonky. Ve stáří patnácti let má rostlina až osm výhonků a z nichž některé kvetou. Prvé květy se objevují nejdříve za deset let po vzniku nové rostliny. Ploidie druhu je 2n = 32.

## Popis
Vytrvalá bylina s vystoupavou až přímou lodyhou vysokou 30 až 100 cm. Vyrůstá z vřetenovitého, na povrchu hnědého a uvnitř citrónově žlutého, někdy dutého, tvrdého a snadno lomivého, mnohohlavého kořene o průměru 0,5 až 3 cm a délce 10 až 50 cm. Lodyha je čtyřhranná, bohatě větvená, na bázi purpurově načervenalá a na vrcholu zelená, lysá až řídce krátce chlupatá. Listy s krátkým řapíkem vyrůstají křižmostojně a lodyhu hustě porůstají, jejich čepele jsou tuhé až kožovité, jasně zelené, kopinaté, 2 až 5 cm dlouhé, 0,5 až 2 cm široké a po obvodě celokrajné.
Květy dlouhé 2 cm vyrůstají jednotlivě z úžlabí listenů podobných listům, vytvářejí jednostranný vrcholový lichoklas dlouhý 7 až 15 cm. Oboupohlavné, v lichopřeslenech vyrůstající květy mají kalich i korunu dvoupyské. Kalich je vytrvalý, krátký, má zvonkovitý tvar, pysky má celistvé, celokrajné a na hořejším je miskovitý šupinovitý výrůstek, štítek, který se za plodu zvětšuje. Koruna s 2 cm dlouhou prohnutou trubkou vytočenou nahoru mívá nejčastěji barvu modrou či fialovou, velmi řídce bílou nebo růžovou. Horní pysk koruny tvořeny jediným lístkem je vypouklý a tvoří přilbu, spodní pysk má tři laloky a prostřední z nich je největší. V květu jsou dva páry tyčinek, kratší zadní pár přiléhá k hornímu pysku, přední pár je delší a volný. Semeník je svrchní a vznikl ze dvou plodolistů, blizna je dvouklaná. Podsemeníkový val produkující nektar vybíhá k hornímu pysku koruny ve zřetelný zub. Pro ochranu proti samoopylení jsou květy protandrické, nejdříve dozrává pyl v prašnících a teprve později vajíčka v semeníku.
Opylení zajišťuje blanokřídlý hmyz a motýli. Po opylení koruna květu opadne, horní kališní pysk se zvětší a pysky do doby uzrání kryjí a chrání rostoucí plody, což jsou v tomto případě rozpadavé tvrdky. Když tvrdky dozrají kalich se otevře a do blízkého okolí vypadnou čtyři plůdky, semena, která jsou kulovitého tvaru, obvykle černá a velká asi 1,5 mm.

## Rozmnožování
Rostlina se rozmnožuje hlavně semeny, která se na jaře vysévají do vlhké půdy na mírně zastíněném místě. V létě se mladé rostlinky rozsazují na trvalé, dobře odvodněné stanoviště na slunci či v částečném stínu. Rozdělování trsů silných rostlin nevede k úspěchu.

## Význam
Šišák bajkalský je v tradiční čínské medicíně jednou z padesátky základních rostlin a pod čínským jménem "Huang Qin" je součásti oficiálního čínského lékopisu (Chinese Pharmacopoeia) z roku 2005. Bylina obsahuje hlavně flavonoidy baicalein a wogonin a jejich glykosidy baicalin a wogonosid.
Tinktura z kořenů se používá jako hypotenzní prostředek pro léčení různých forem hypertenze a jako sedativum pro zklidnění nervové soustavy, při srdeční neuróze a pro snížení intenzity alergických reakcí jako jsou astma, ekzém, senná rýma nebo kopřivka. I čeští lékaři tuto rostlinu zkoumají a jejich látky považují za perspektivní léčivo při léčbě některých druhů rakoviny.
Sběr kořenů by se měl provádět jen u starších rostlin s nejméně šesti až osmi výhonky. Obsah biologicky aktivních látek v kořenech klesá ve fázi plného květu a opět se zvyšuje po dozrání plodů. Rostliny s rostoucím věkem postupně hromadí stále více účinných látek.